# Theliaceae
Theliaceae là một họ rêu trong bộ Hypnales.